# Philometridae
Philometridae är en familj av rundmaskar. Enligt Catalogue of Life ingår Philometridae i överfamiljen Dracunculoidea, ordningen Camallanida, klassen Secernentea, fylumet rundmaskar och riket djur, men enligt Dyntaxa är tillhörigheten istället ordningen Camallanida, klassen Adenophorea, fylumet rundmaskar och riket djur. Enligt Catalogue of Life omfattar familjen Philometridae 7 arter. 
Philometridae är enda familjen i överfamiljen Dracunculoidea.
Kladogram enligt Catalogue of Life och Dyntaxa:
| Philometridae | \| \| Philometra \| \| \| \| \| \| Philonema \| \| \| \| \| \| Phlyctainophora \| \| \| \| |
|               | \| \| Philometra \| \| \| \| \| \| Philonema \| \| \| \| \| \| Phlyctainophora \| \| \| \| |
|               | Philometra                                                                                 |
|               |                                                                                            |
|               | Philonema                                                                                  |
|               |                                                                                            |
|               | Phlyctainophora                                                                            |
|               |                                                                                            |